# Honen Dalim synagoge
De Honen Dalim synagoge is een synagogeruïne op Sint Eustatius. 
De synagoge werd in 1739 gebouwd met financiële steun van de Pundasynagoge op Curaçao. De synagoge werd gebouwd met gele ijsselsteen die als ballast uit Nederland was aangevoerd. Er heerste onderlinge onenigheid tussen de Sefardische en Asjkenazische joden op Sint Eustatius, de onenigheden liepen zo hoog op dat commandeur Jan de Windt in 1760 een arbitragecommissie moest instellen die partijen moest kalmeren. Tijdens de Vierde Engels-Nederlandse Oorlog werd het eiland in 1781 veroverd door de Engelse admiraal Rodney. Hij zette een groot deel van de joodse gemeenschap gevangen en confisqueerde hun bezittingen. Tevens deporteerde Rodney een derde van de joodse bevolking naar Saint Kitts. Nadat het eiland was heroverd door de Fransen en weer was teruggeven aan Nederland, keerden de joodse inwoners terug, maar de gemeenschap kwam de slag niet meer te boven en na een orkaan in 1792 - die het dak van het gebouw afrukte - werd de synagoge niet meer hersteld. Het is nu een monument op Sint Eustatius. In 2005 werd een mikwe (ritueel bad) ontdekt die hiermee de oudste mikwe in Amerika is.

## Galerij

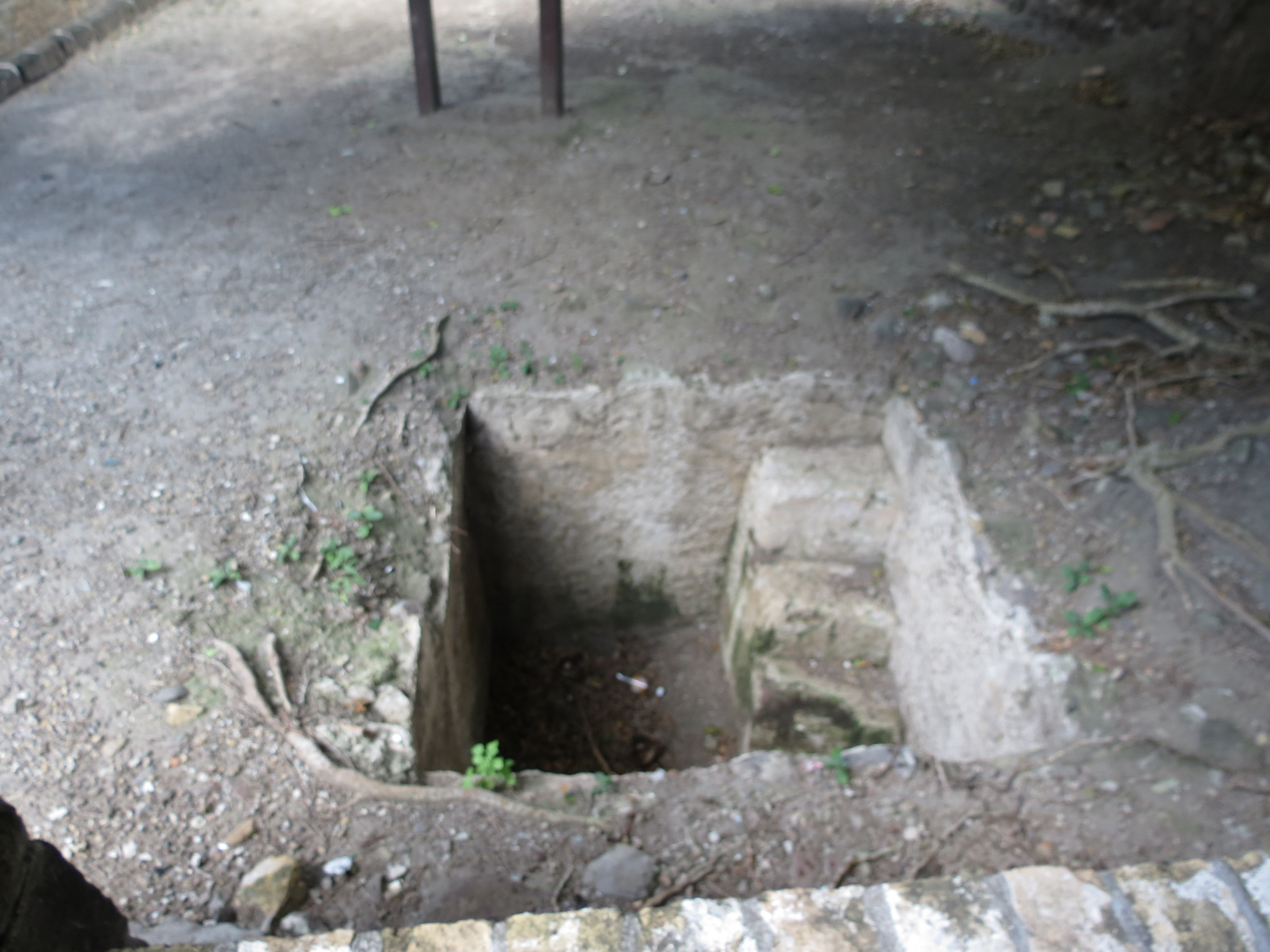
De mikwe van de synagoge
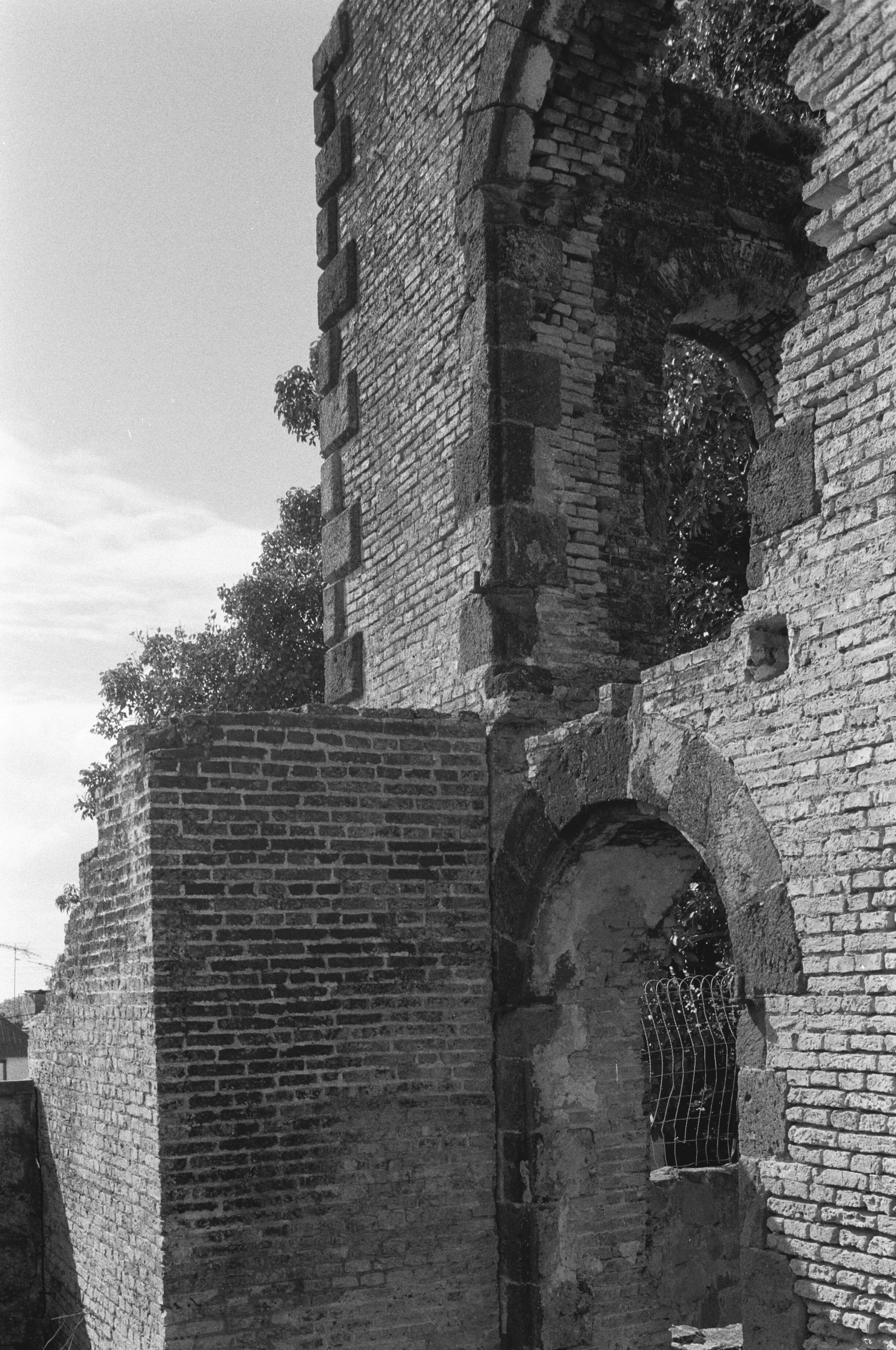
Trap naar de vrouwengalerij
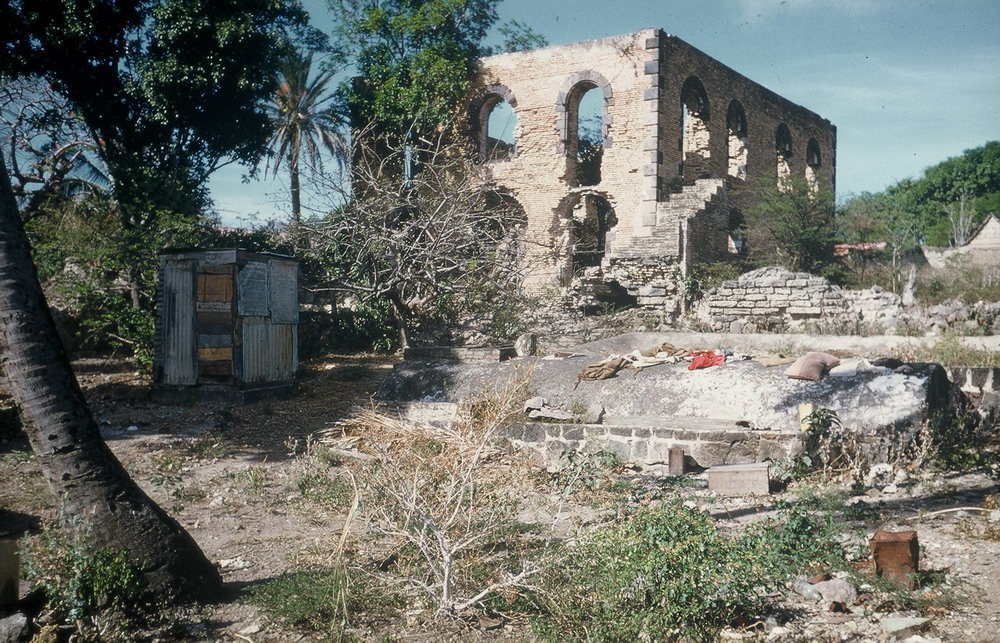
Synagoge (1964)